# Justin Faulkner
Justin Thomas Faulkner (* 19. März 1991 in Trenton) ist ein amerikanischer Jazzmusiker (Schlagzeug).

## Leben und Wirken
Faulkner, der in Philadelphia aufwuchs, erhielt ab dem Alter von sieben Jahren klassischen Schlagwerkunterricht. Mit 13 Jahren hatte er seinen ersten professionellen Auftritt an der Seite von Jamaaladeen Tacuma, mit dem er das Album For the Love of Ornette einspielte. Dann war er Mitglied im Philadelphia Youth Jazz Orchestra und studierte am PYO Music Institute.
Bereits seit 2009 gehört Faulkner zum Quartett von Branford Marsalis, mit dem er international tourte und mit dem mehrere Alben entstanden, zuletzt 2023 Belonging. Gemeinsam mit Yvan Robilliard und Laurent David legte er das Album Lifetimes (2023) vor, für das er auch komponierte. Weiterhin arbeitete er mit Größen wie Peter Nero, Jimmy Heath, Orrin Evans, Sean Jones, Tim Warfield, Bernard Purdie, Pharoah Sanders, Terence Blanchard, Bootsie Barnes, Jacky Terrasson, Terrence Howard, Bilal, Christian McBride sowie der Mingus Big Band/Dynasty/Orchesta. 2015 gründete er mit Carol Faulkner und Nazir Ebo das Community Unity Music Festival. Er ist auch auf Alben von Kurt Rosenwinkel, Mimi Jones, Lee Smith, David Kikoski, Terell Stafford (Fly with the Wind) und Holly Cole zu hören.
Faulkner lehrt seit 2019 als Hochschullehrer am Boyer College of Music and Dance der Temple University. Seit 2022 leitet er das Philadelphia Youth Jazz Orchestra.